# Agencicules
Les Agencicules, appelées aussi "Correspondances parisiennes", sont une forme d'agence de presse de taille modeste. Elles fleurissent au milieu du XIXe siècle, pour apporter les nouvelles de la capitale et de l'international aux journaux de province.

## Histoire
Après la juillet 1830 de très nombreux journaux se créent partout en France et plusieurs "agencicules" leurs diffusent par la poste des "correspondances" lithographiées. Elles sont en général distribuées à un ensemble de journaux, afin de mutualiser le coût des nouvelles nationales et internationales, des cours de Bourse ou des matières premières. En 1833, Alexandre Labot a recensé les statistiques des 335 journaux publiés dans 113 villes de province. Beaucoup d'"agencicules" sont aussi des "courtiers d’annonces", collectant les publicités de la 4e page et accordant une remise de 20% à 50%, sur le prix. Dès 1836, les recettes publicitaires du Journal des Débats, de la Gazette de France et du Constitutionnel dépassent 200 000 francs. Les "principaux courtiers d’annonces" sont treize en 1838ː Roger et Hus, Goisier et Bigot, Bourgoin et Lepelletier, Justin et Cie, Pignère de la Bouloye, Desertine, Gover, Desfontaines, Aiguillé et Cie, Siclot et Defos, l'Agence générale des journaux français et étrangers, Estibal, Prévost, et Louiʂ. Les plus connues sont le Bureau de nouvelles de Charles-Louis Havas et "L'Office-Correspondance", agence des journaux étrangers et de province, fondée par le journaliste Jacques Bresson, qui mutualise trois collecte: cours de bourse, nouvelles nationales et internationales, publicité, y compris pour annoncer dans un journal étranger.
Le marché se structure progressivement. Labot propose en 1833 au ministre de l'intérieur de Broglie d'étendre son activité aux journaux de l'étranger, pour influencer indirectement la presse française, mais essuie un refus. Principalement rédigée par Léon Vidal, du ministère de l'intérieur, sa "Correspondance des journaux ministériels des départements", sert une soixantaine de feuilles départementales, dont dix quotidiens. Labot s'en va peu après avoir soumis aux députés, le 26 août 1835, une pétition témoignant des craintes que le projet de Loi sur la presse du 9 septembre 1835 inspire.
D’autres regroupements apparaissent quatre décennies plus tard, au moment de la Loi du 29 juillet 1881 sur la liberté de la presse, sur des critères d’appartenance idéologiques, politiques ou spirituels: l'Association de la presse monarchique et catholique des Départements (APMCD) et l'Association de la Presse départementale plébiscitaire (APDP). L'Association de la presse républicaine départementale, créée en 1879 à Paris par le journaliste Edgar Monteil est à l'origine de la mise sur pied de 'Agence télégraphique républicaine, qui se montre vigilante sur le contenu du fil de l'Agence Havas et veille aux tarifs télégraphiques.
La création de ces associations "accompagne la victoire électorale et institutionnelle d'un républicanisme de combat", selon l'historien de la presse Laurent Martin. Elle contribue l'augmentation du nombre des journalistes, selon la même source : 2000 "écrivains de presse" en 1885, 5400 en 1895 et 6000 en 1910, selon l'annuaire de la presse.